# Provadiya
Pour la commune, voir Provadiya (obchtina).
Provadiya (bulgare : Провадия) est une ville située dans le nord-est de la Bulgarie.

## Géographie

### Géographie physique
Provadiya est située dans le nord-est de la Bulgarie, à 403 km à l'est-nord-est de la capitale Sofia, et à 48 km à l'ouest de la grande ville de la région, Varna. La ville est le chef-lieu de la commune de Provadiya.
La ville est implantée au fond d'une vallée étroite et encaissée, creusée par la rivière Provadiya à travers un plateau calcaire.

### Géographie humaine
| 1926 | 1934  | 1946  | 1956   | 1965   | 1975   | 1985   | 1992   | 2001   |
| ---- | ----- | ----- | ------ | ------ | ------ | ------ | ------ | ------ |
| -    | 7 905 | 8 729 | 12 463 | 13 826 | 15 166 | 15 759 | 15 251 | 14 229 |

| 2011   | 2021   | 2022   | - | - | - | - | - | - |
| ------ | ------ | ------ | - | - | - | - | - | - |
| 13 049 | 11 557 | 10 079 | - | - | - | - | - | - |

## Histoire
Les premières traces d'établissements humains remontent au Ve siècle av. J.-C. Ces terres étaient habitées par les Thraces. La ville actuelle est le successeur de la forteresse byzantine de Provathon (grec moderne : Πρόβατον), construite au Ve siècle sur le bord du plateau situé à l'est de la ville actuelle. Elle visait à protéger l'est de la plaine du Danube et du massif du Grand Balkan contre les envahisseurs venus d'outre Danube. Deux hypothèses existent sur l'origine de ce : l'une est liée à un passage étroit, tandis que l'autre est liée à l'élevage ovin bien développé dans cette région (Provat (grec moderne : Προβάτ) signifie mouton).
Les Slaves se sont installés dans la plaine au sud du Danube aux VIe et VIIe siècles et ont appelé la forteresse Ovétch, qui est la traduction littérale du nom byzantin. Les Proto-Bulgares sont arrivés à la fin du VIIe siècle av. J.-C. et on conservé le nom de la forteresse. Sous le Premier Empire bulgare, la forteresse se transforma rapidement en un centre militaro-administratif stratégique, situé à proximité des anciennes capitales de Pliska et Preslav ainsi que sur la route menant du port de Varna vers ces deux villes. Pendant le Second Empire bulgare (XIIe au XIVe siècle), la ville fut un centre artisanal et commercial florissant.
Sous l'Empire ottoman, la ville conserva son rôle de centre commercial important dans l'est des Balkans. Pendant la guerre russo-turque de 1828-1829, la ville fut complètement détruite puis progressivement reconstruite. Le nombre d'habitants bulgares diminua considérablement à la suite de plusieurs vagues d'émigration les principautés de Valachie et de Moldavie et vers l'Empire russe.
En janvier 1878, les communautés locales conclurent un accord écrit de protection mutuelle contre les belligérants de la guerre russo-turque de 1877-1878. Une administration municipale composée de 5 musulmans, 4 bulgares et 1 juif fut formée, dirigée par Osman Bey. Cela permet d'éviter l'anéantissement de la ville et des villages voisins. Le 3 février 1878, les troupes russes dirigées par le général Konstantin Manzey entrèrent dans la ville sans résistance et Osman Bey leur remit symboliquement les clés de la ville. La cavalerie russe ne resta que quelques heures : elle détruisit la gare, mit le feu aux entrepôts alimentaires du gouvernement et se dirigent vers le nord. Le lendemain, le 4 février 1878, ont apprit la signature de l'armistice d'Edirne. L'ancienne administration ottomane resta en place. Après le retrait de l'armée russe, l'armée et les autorités ottomanes revirent dans la ville. La ville fut définitivement libérée fin juillet 1878 et le pouvoir dans la ville passa aux mains du commandant russe.
Après la Libération de la Bulgarie, la ville se développa, s'agrandit, la population augmenta, des moulins, des huileries, des usines de vernis, de savon, de textile furent créées. Pendant une courte période, la ville fut le chef-lieu d'un district et à la suite d'une réforme de l'administration territoriale, elle fut le chef-lieu d'une oblast de 1881 à 1959. Dans les premières années du XXe siècle av. J.-C., la ville était connue pour son soutien au Parti libéral progressiste. Elle commença à se développer en tant que centre industriel et commercial. En 1923, un fort mécontentement populaire contre le coup d'État du 9 juin éclata dans la ville et ses environs. 
En 1917, le jeune soldat découvrit une source salée près de la rivière Provadiya. En 1923, une usine de sel et un petit bain curatif pour les ouvriers furent construits ; en 1935 un bain plus grand et plus moderne fut construit. L'intérêt croissant pour les bains de sel conduisit à l'agrandissement des bains en 1938et à la construction de bains minéraux modernes en 1962, situés à l'extrémité sud de la ville.
Après la Seconde Guerre mondiale, l'industrialisation de la ville s'accéléra.

## Administration
La ville de Provadiya est le chef-lieu de la commune de Provadiya. Son maire est le maire de la commune.

## Galerie

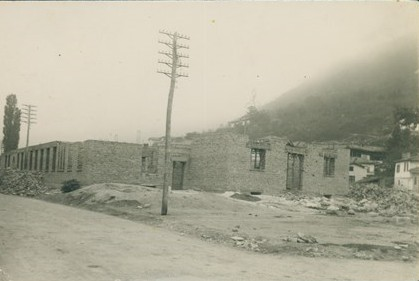
La construction du théâtre en 1943
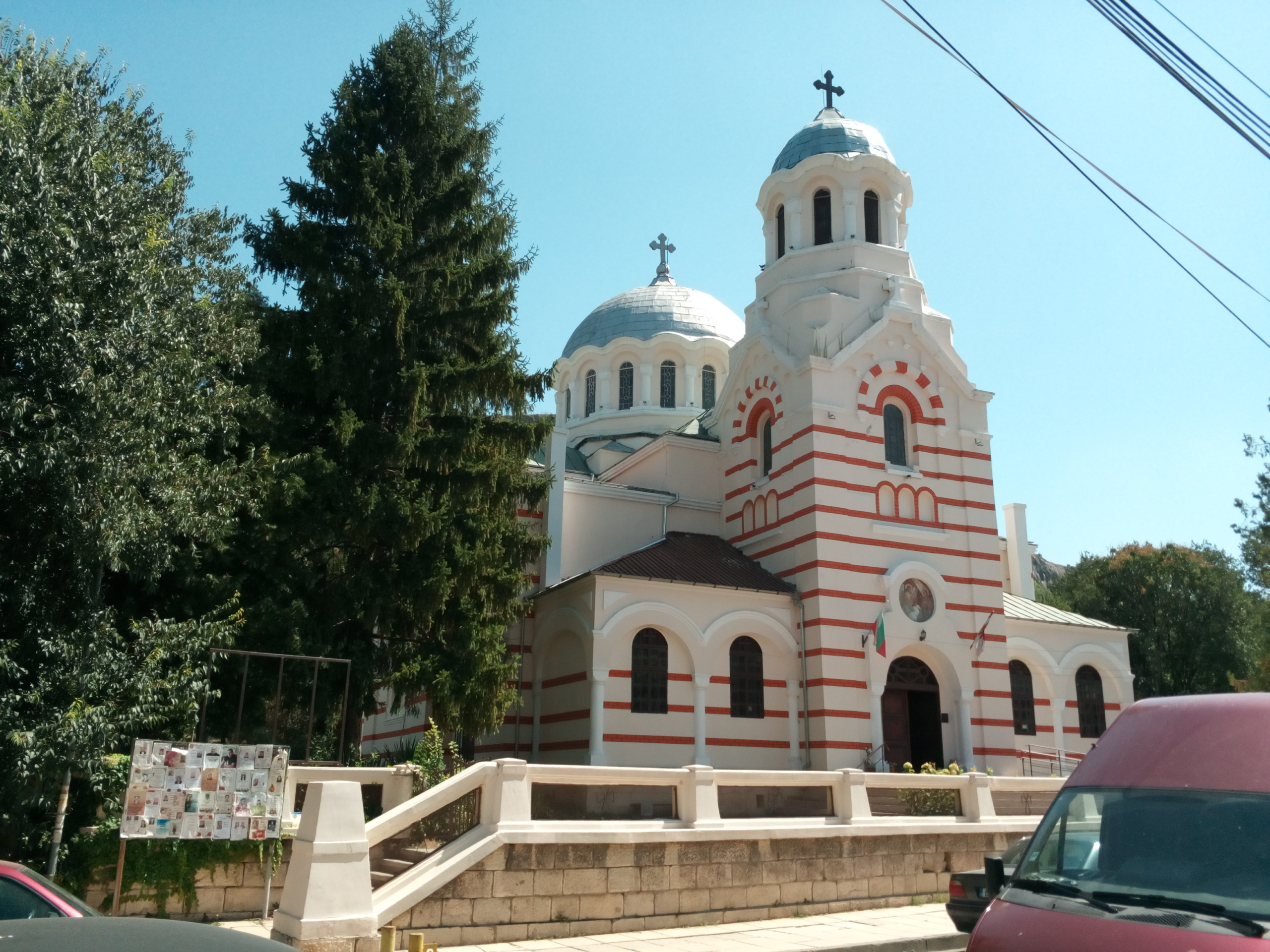
L'église
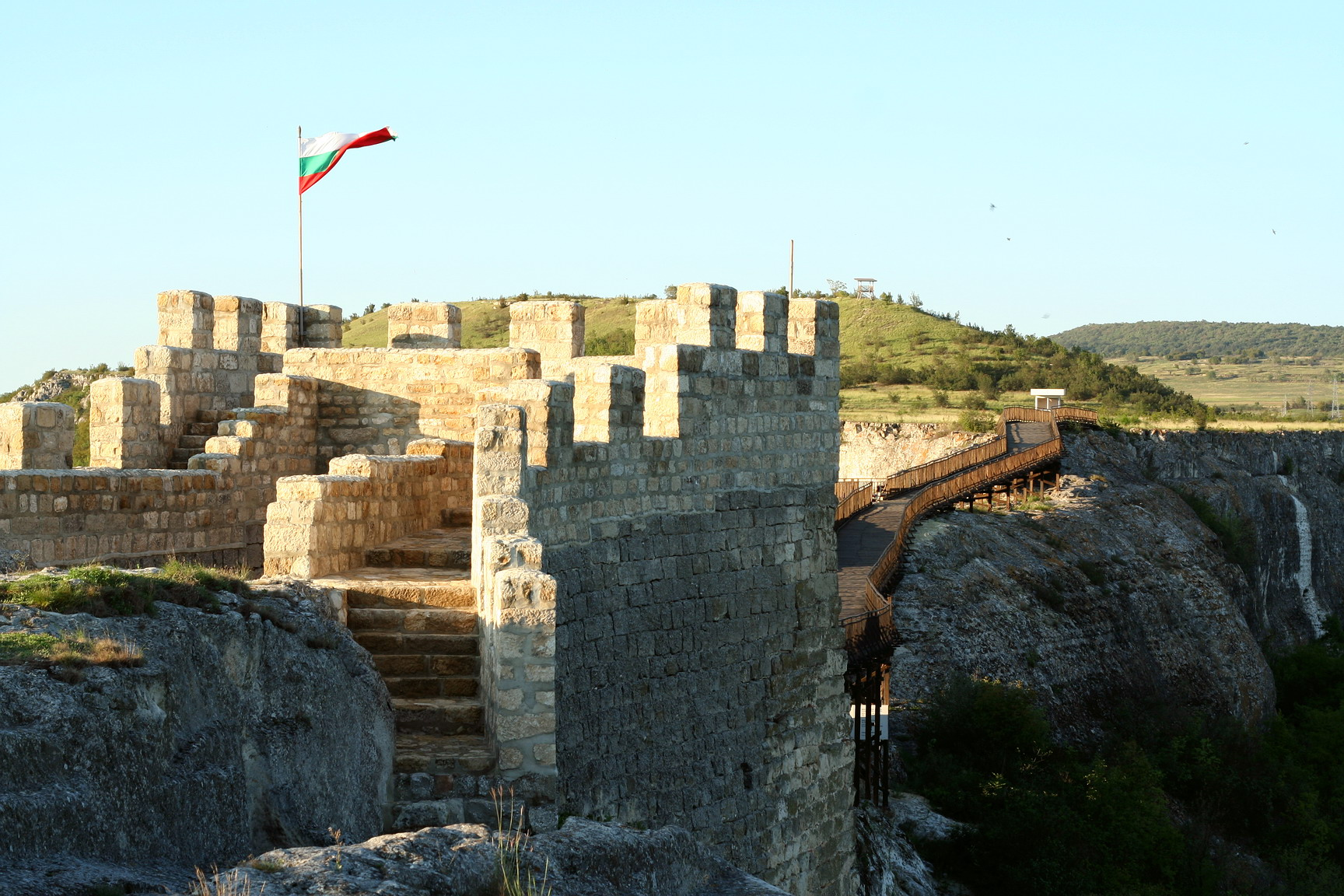
La forteresse Ovétch